# Boulevard du Président-Wilson (Strasbourg)
Pour les articles homonymes, voir Boulevard du Président-Wilson.
Le boulevard du Président-Wilson (en allemand Kronenburger Ring, en dialecte alsacien Kroneburjer Ring) est une voie de la ville de Strasbourg, en France.

## Situation et accès
Il est situé dans les quartiers Gare et Halles au sein de la Neustadt.
Le boulevard débute place de la Gare selon une orientation ouest-nord-ouest. Il croise à droite la rue Moll puis la rue du Faubourg-de-Saverne. À cette hauteur, il croise la rue Georges-Wodli à gauche. Il croise ensuite la rue du Marais-Vert à droite, la petite rue des Magasins à gauche et la rue des Halles à droite. Il se termine au niveau de la rue de Bouxwiller qui lui est perpendiculaire. Dans son prolongement se situe la rue de Wissembourg et le boulevard du Président-Poincaré en biais.
Transports en commun
Le premier tronçon du boulevard, jusqu'à la rue du Faubourg-de-Saverne, est emprunté en son centre par le tram C depuis fin 2010.

Entre la place de la Gare et la rue Georges-Wodli, une voie du boulevard est réservée aux lignes G et H du Bus à haut niveau de service de Strasbourg.
Le boulevard bénéficie au sud de toutes les dessertes de la place de la Gare. En son milieu, l'arrêt Wilson est desservi par les lignes de bus à haut niveau de service G et H ainsi que par les lignes de bus 2, 6, 10, 71, 73, 75 et 76.
Transport routier
La circulation routière y est à double sens de circulation.
La sortie du tunnel Wodli - Wilson en provenance de la rue Georges-Wodli et de l'autoroute donne sur le boulevard par la petite rue des Magasins.

## Origine du nom
Cette voie porte le nom de Woodrow Wilson (1856-1924) 28e président des États-Unis acteur important de la Première Guerre mondiale, en tant qu'allié de la France.

## Historique
Ancien «  Kronenburger Ring » (boulevard de Cronenbourg), il prend son nom actuel au lendemain de la Première Guerre mondiale, lorsque Strasbourg redevient française par le traité de Versailles.
Le boulevard constitue une limite ouest du troisième agrandissement de Strasbourg dans la seconde moitié du XIVe siècle.

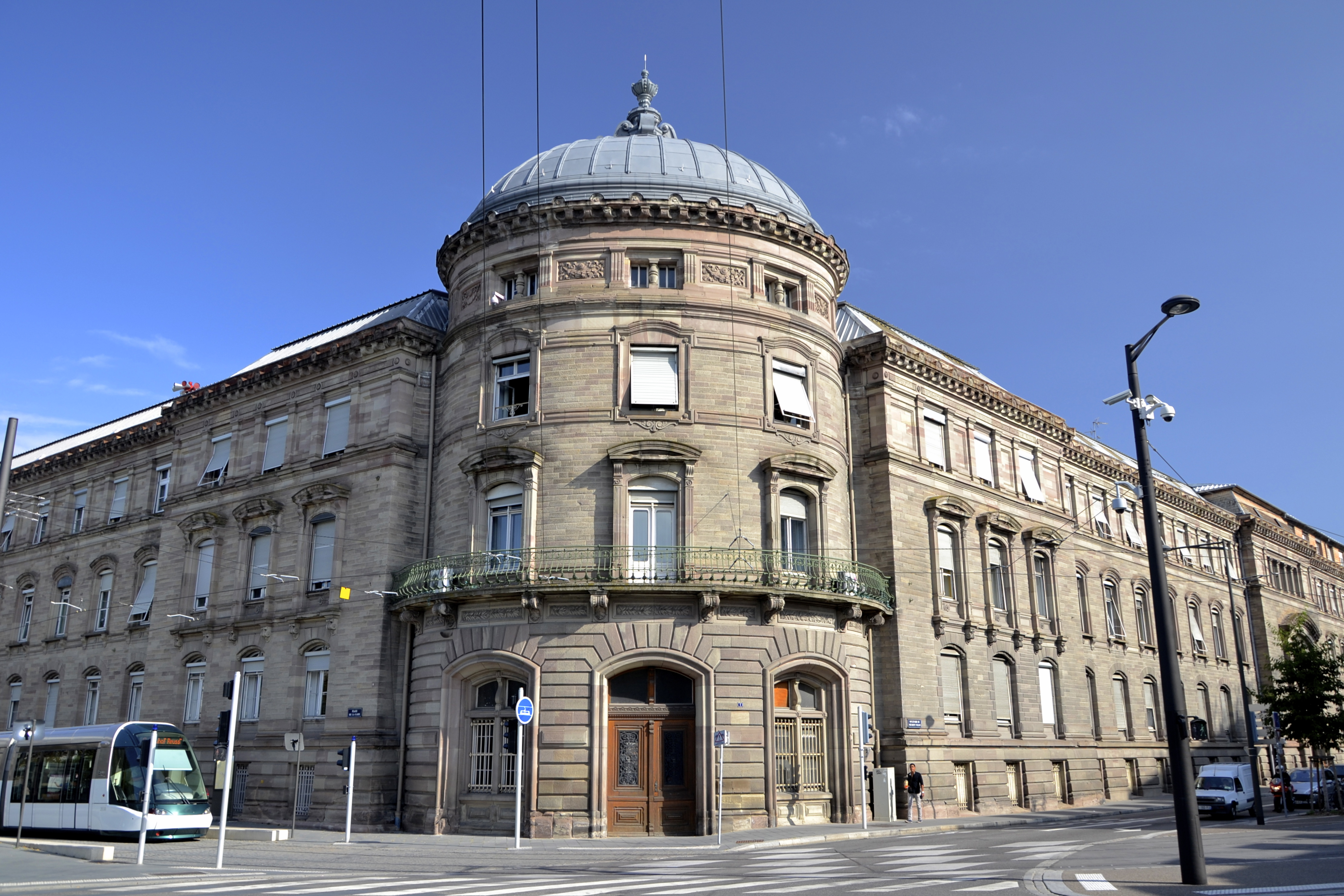
Le numéro 1 (annexe de la Gare Centrale).
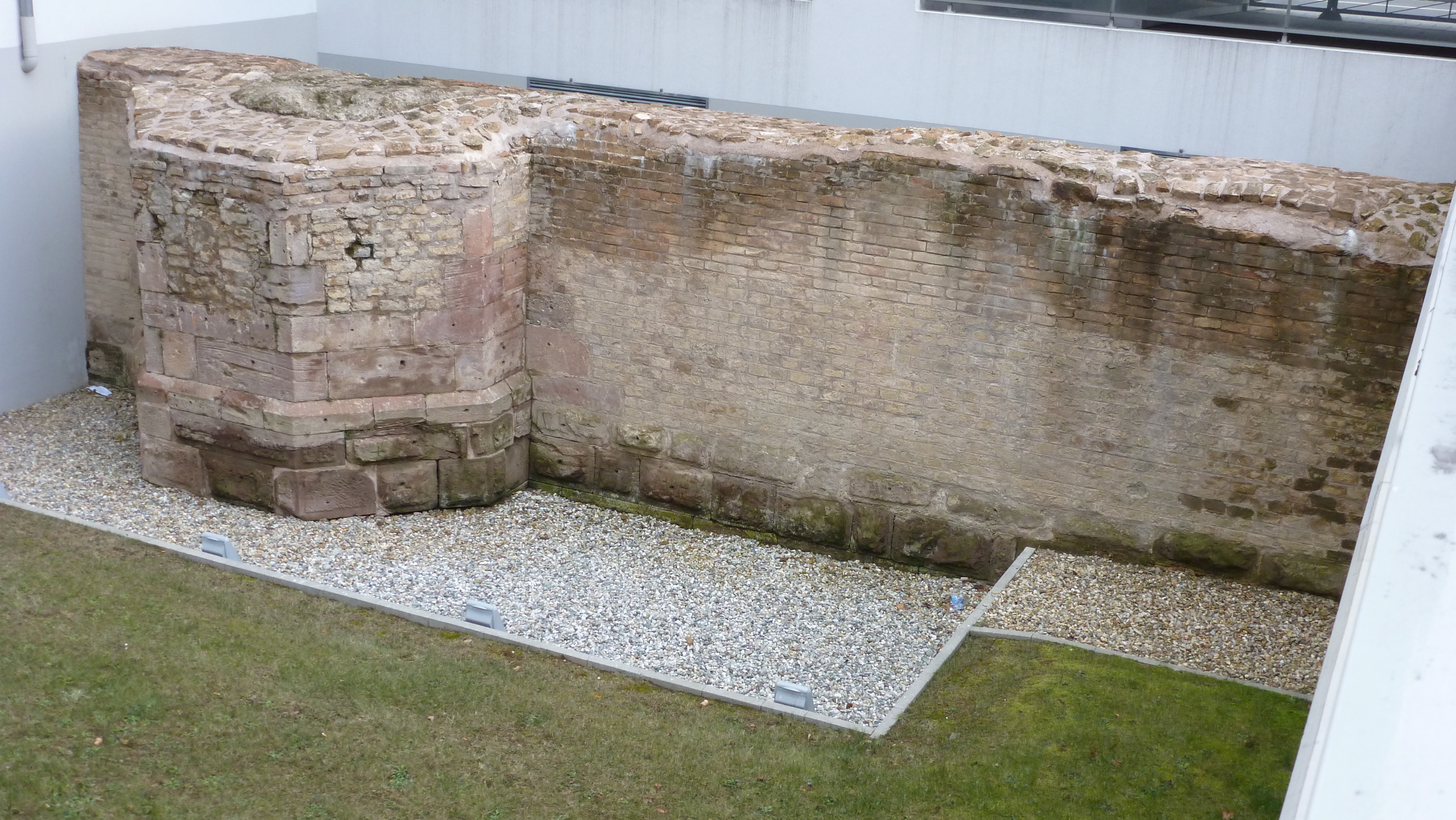
Vestige de la muraille de 8 mètres de haut du XIVe siècle à l'arrière du numéro 5c.
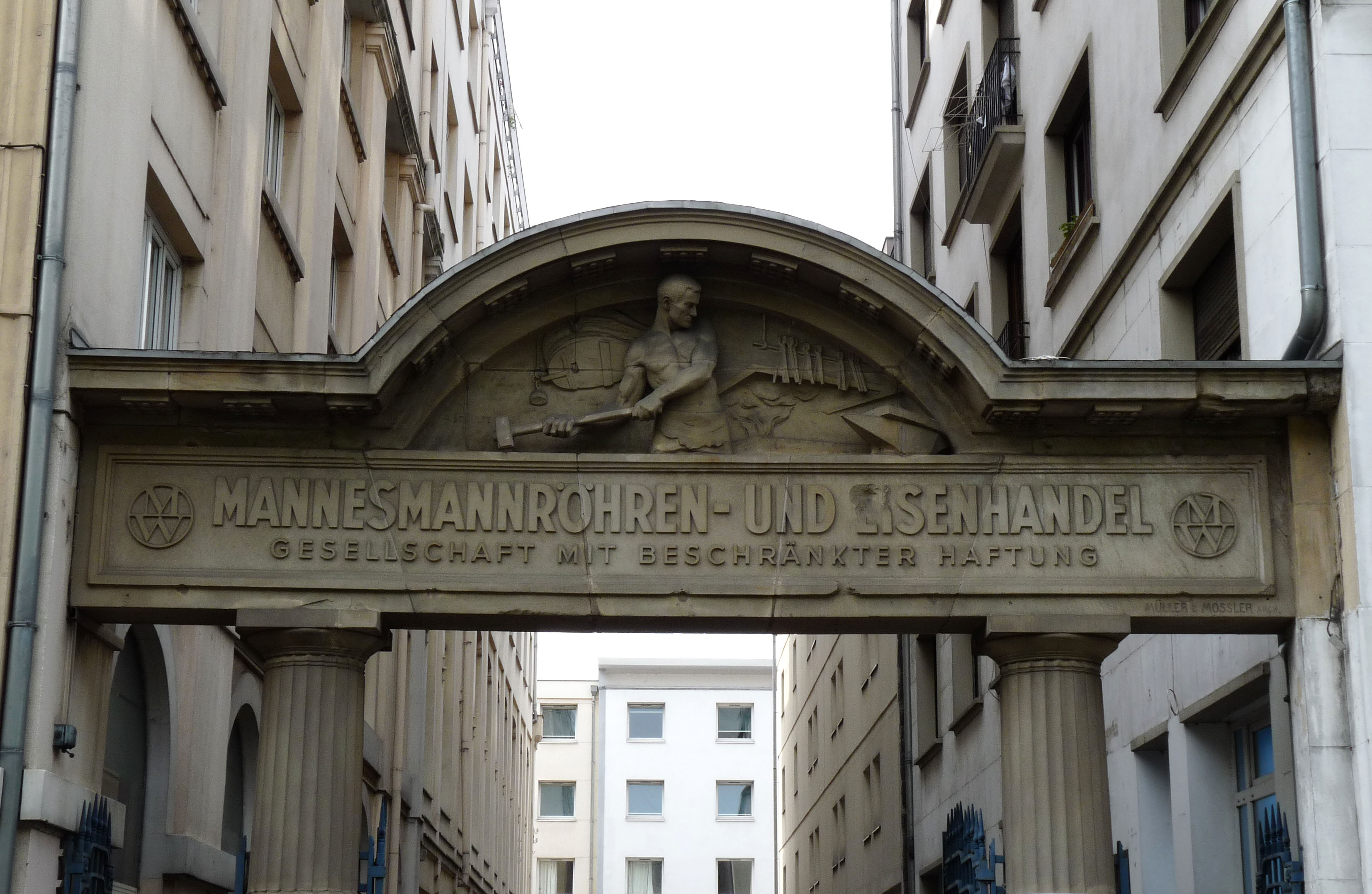
Portail du numéro 25.
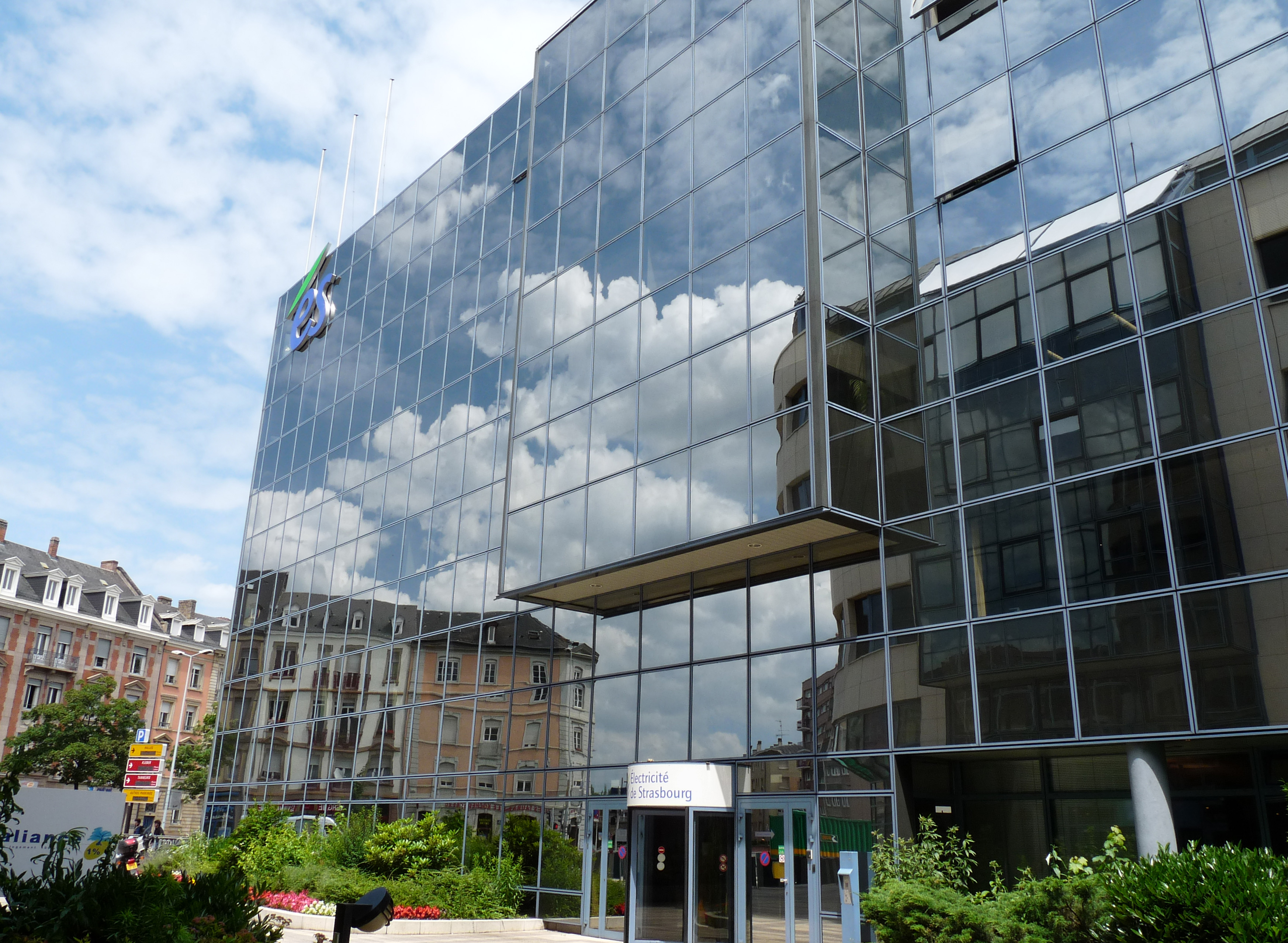
Le siège d'Électricité de Strasbourg, au numéro 26.

## Bâtiments et lieux remarquables
D'un point de vue architectural, le boulevard du Président-Wilson est assez hétéroclite. À l'origine composé principalement d'immeubles de la fin du XIXe siècle et du début du XXe siècle, il s'est enrichi de construction plus contemporaines allant des années 1960 jusqu'à nos jours.
- La direction régionale de la SNCF occupe le no 3, au début du boulevard.
- Le parking Gare-Wodli se situe au no 3b.
- Un vestige du mur d'escarpe du troisième agrandissement de Strasbourg au XIVe siècle est visible à l'arrière de l'immeuble situé au no 5c (angle avec le no 1 rue Georges-Wodli).
- Aux no 6 et 8 se trouve l'école d'architecture de Strasbourg avec une passerelle reliant les deux bâtiments situés de part et d'autre du croisement avec la rue Moll.
- Le siège social de l'Électricité de Strasbourg est au no 26 avec un alignement sur la rue du Marais-Vert.
- Le parking P3 Wilson du centre commercial Place des Halles est situé à l'angle entre le boulevard et la rue des Halles.